# Elitserien i bandy 2025/2026
Elitserien i bandy 2025/2026 kommer vara Sveriges högsta division i bandy för herrar säsongen 2025/2026.

## Klubbar
Lag 1–11 från grundserien av Elitserien 2024/2025, segraren i Allsvenskan 2024/2025 och lag 1–2 i Kvalet till Elitserien 2025 kvalificerade sig för spel i högsta divisionen.
| Klubb                   | Hemort      | Hemmaplan                   | Kapacitet |
| ----------------------- | ----------- | --------------------------- | --------- |
| Bollnäs GIF             | Bollnäs     | SBB Arena*                  | 3 500     |
| IF Boltic               | Karlstad    | Tingvalla isstadion         | 1 500     |
| Broberg/Söderhamn Bandy | Söderhamn   | Helsingehus Arena*          | 3 000     |
| Edsbyns IF              | Edsbyn      | Svenska Fönster Arena*      | 5 000     |
| Frillesås BK            | Frillesås   | Sjöaremossen                | 2 000     |
| Gripen Trollhättan BK   | Trollhättan | Slättbergshallen*           | 3 500     |
| Hammarby IF             | Stockholm   | Zinkensdamms IP             | 7 000     |
| Sandvikens AIK          | Sandviken   | Göransson Arena*            | 4 000     |
| IK Sirius               | Uppsala     | Studenternas IP             | 4 000     |
| Vetlanda BK             | Vetlanda    | Hydro Arena*                | 2 000     |
| Villa Lidköping BK      | Lidköping   | Sparbanken Lidköping Arena* | 4 250     |
| IFK Vänersborg          | Vänersborg  | Arena Vänersborg*           | 5 700     |
| Västerås SK             | Västerås    | ABB Arena Syd*              | 10 000    |
| Åby/Tjureda IF          | Åby         | Eriksson Arena*             | 2 000     |

* – inomhus (bandyhall)

## Tabell
| Nr | Lag                     | S | V | O | F | GM | IM | MS | P |
| -- | ----------------------- | - | - | - | - | -- | -- | -- | - |
| 1  | Bollnäs GoIF            | 0 | 0 | 0 | 0 | 0  | 0  | 0  | 0 |
| 2  | IF Boltic (U)           | 0 | 0 | 0 | 0 | 0  | 0  | 0  | 0 |
| 3  | Broberg/Söderhamn       | 0 | 0 | 0 | 0 | 0  | 0  | 0  | 0 |
| 4  | Edsbyns IF              | 0 | 0 | 0 | 0 | 0  | 0  | 0  | 0 |
| 5  | Frillesås BK            | 0 | 0 | 0 | 0 | 0  | 0  | 0  | 0 |
| 6  | Gripen Trollhättan BK   | 0 | 0 | 0 | 0 | 0  | 0  | 0  | 0 |
| 7  | Hammarby IF             | 0 | 0 | 0 | 0 | 0  | 0  | 0  | 0 |
| 8  | IFK Motala              | 0 | 0 | 0 | 0 | 0  | 0  | 0  | 0 |
| 9  | Sandvikens AIK          | 0 | 0 | 0 | 0 | 0  | 0  | 0  | 0 |
| 10 | IK Sirius               | 0 | 0 | 0 | 0 | 0  | 0  | 0  | 0 |
| 11 | Vetlanda BK             | 0 | 0 | 0 | 0 | 0  | 0  | 0  | 0 |
| 12 | Villa Lidköping BK (RM) | 0 | 0 | 0 | 0 | 0  | 0  | 0  | 0 |
| 13 | Västerås SK             | 0 | 0 | 0 | 0 | 0  | 0  | 0  | 0 |
| 14 | Åby/Tjureda IF          | 0 | 0 | 0 | 0 | 0  | 0  | 0  | 0 |